# Juicios de brujas en Wurzburgo
El juicio de brujas de Wurzburgo, que tuvo lugar en Alemania entre 1626 y 1631, es uno de los mayores juicios masivos y ejecuciones masivas que se hayan visto en Europa durante la Guerra de los Treinta Años (1618-1648). Se ha comprobado que 157 varones, mujeres y niños en la ciudad de Wurzburgo fueron quemados en la hoguera, la mayoría de ellos después de haber sido decapitados. Se estima que un total de 219 personas fueron ejecutadas en la ciudad propiamente dicha, y que otros 900 fueron asesinados en todo el principado-obispado católico.
El juicio de brujas de Wurzburgo es uno de los más grandes de la Edad Moderna: fue uno de los cuatro juicios de brujas más grandes de Alemania ―junto con los juicios de brujas de Trier, los juicios de brujas de Fulda y los juicios de brujas de Bamberg―.

## Historia

### Antecedentes y contexto

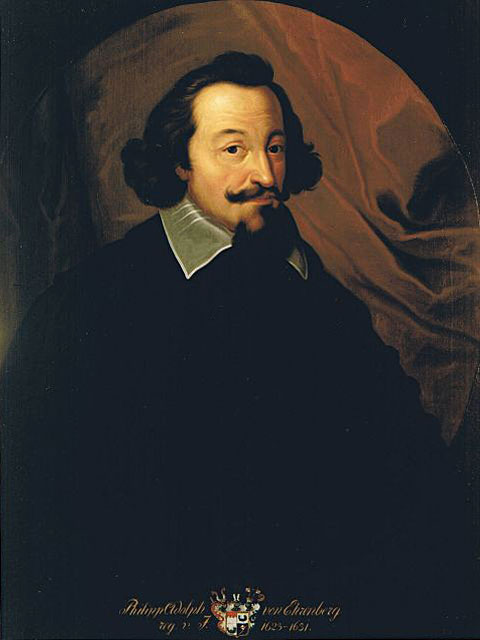
Philipp Adolf von Ehrenberg (1583-1631) fue el obispo católico causante de la histeria.

Las primeras persecuciones en Wurzburgo comenzaron con el consentimiento de Julius Echter von Mespelbrunn (1545-1617), príncipe obispo católico de Wurzburgo, y alcanzó su clímax durante el reinado de su sobrino y sucesor Philipp Adolf von Ehrenberg (1583-1631). Comenzaron en el territorio alrededor de la ciudad en 1626 y desaparecieron por completo en 1630. Como sucedió tantas veces con los juicios masivos de brujería, pronto las víctimas incluyeron a personas de todas las clases sociales, incluso aristócratas, concejales y alcaldes. Estos juicios sucedieron durante una histeria de brujería que causó una serie de juicios de brujas en el sur de Alemania, como en Bamberg, Eichstätt, Mainz y Ellwangen.
En la década de 1620, con la destrucción del protestantismo en Bohemia y en el electorado del Palatinado, se reanudó la reconquista católica de Alemania. En 1629, con el Edicto de Restitución, este proceso parecía completado. Esta misma década vio, en Europa central al menos, la peor de todas las persecuciones de brujas, el clímax de la locura europea.
Muchos de los juicios de brujas de la década de 1620 se multiplicaron con la reconquista católica. En algunas áreas el señor o el obispo católico fue el instigador, en otras fueron los jesuitas (miembros de la católica Compañía de Jesús). A veces se crearon «comités de brujas» locales para promover el trabajo. Entre los príncipes-obispos católicos, Philipp Adolf von Ehrenberg de Wurzburgo fue particularmente activo: en su reinado de ocho años (1623-1631) quemó a 900 personas, incluyendo a su propio sobrino, a 19 sacerdotes católicos y a innumerables niños (de los que se decía que habían tenido trato carnal con demonios). Los años 1627, 1628 y 1629 fueron terribles en la ciudad de Baden, recientemente reconquistada por el católico Conde de Tillý: hubo 70 víctimas en Ortenau y 79 en Offenburg. En Eichstatt, un obispado-principado católico de Baviera, solo en 1629 un juez condenó a muerte de 274 «brujas». En Reichertshofen ―en el distrito de Neuburg an der Donau―, 50 mujeres fueron ejecutadas entre noviembre de 1628 y agosto de 1630. En los tres arzobispados-principados católicos de la Renania también se rencendieron las hogueras. En Coblenza ―la sede del arzobispado-principado católico de Trier― en 1629 quemaron 24 brujas; en Sélestat por lo menos 30 ―el principio de una persecución de cinco años―. En Mainz también se renovaron las quemas. En Colonia, los «padres de la ciudad» siempre habían sido misericordiosos ―para irritación del príncipe-arzobispo católico―, pero en 1627 este fue capaz de presionar a la ciudad e iniciar los asesinatos. Naturalmente, la persecución estalló más violentamente en la capital, Bonn. Allí se ejecutó al canciller y a su esposa, y a la esposa del secretario del arzobispo; también fueron torturados y quemados en la hoguera niños de tres y cuatro años de edad, a quienes se acusó de tener trato carnal con demonios.
La locura de la década de 1620 no se limitó a Alemania: también pasó por el río Rin hasta Alsacia, Lorena y la región del Franco Condado. En las tierras gobernadas por la abadía de Luxueil, en el Franco Condado, los años 1628-1630 fueron descritos como una «epidémie demoniaque» (‘una epidemia demoníaca’).
«Las brujas en la hora de la tortura acusan a una infinidad de otras en quince o dieciséis aldeas».
Los magistrados de Dôle declararon: «Le mal va croissant chaque jour, et cette malheureuse engeance va pullulant de toutes parts» (‘el mal va creciendo cada día, y esta desafortunada cría va pululando por todas partes’).

## Los juicios
Ya en 1616 y 1617 hubo una primera oleada de juicios de brujas en la ciudad de Wurzburgo, y un juicio aislado de brujas en 1625, que dio paso a la gran histeria de brujas de Wurzburgo, que comenzó en 1626 y se detuvo en 1631, aunque los documentos de los ejecutados son solo del período 1627-1629.
En agosto de 1629, el canciller del príncipe-obispo católico de Wurzburgo escribió así (en alemán) a un amigo:

En cuanto al asunto de las brujas, que Vuestra Gracia piensa que ha terminado antes de esto, ha comenzado de nuevo, y ninguna palabra puede hacerle justicia. Ah, la tristeza y la miseria de la misma ―todavía hay cuatrocientos en la ciudad, altos y bajos, de todo rango y género, e incluso clérigos―, tan fuertemente acusados de que podrían ser arrestados en cualquier momento. Es cierto que, entre los súbditos de mi Gracioso Príncipe aquí, algunos entre todos los cargos y facultades deben ser ejecutados: clérigos, consejeros electorales, médicos, funcionarios de la ciudad, asesores de la corte, varios de los cuales Su Excelencia conoce. Hay estudiantes de derecho que deben ser arrestados. El príncipe-obispo tiene más de cuarenta estudiantes que pronto serán pastores; entre ellos, trece o catorce se dice que son brujos. Hace unos días, un deán fue arrestado; otros dos que fueron convocados huyeron. El notario de nuestro consistorio de la Iglesia, un hombre muy erudito, fue arrestado ayer y sometido a la tortura. En una palabra, una tercera parte de la ciudad está seguramente involucrada. Los más ricos, los más atractivos, los más prominentes del clero ya han sido ejecutados. Hace una semana se ejecutó a una doncella de diecinueve años, de la que se dice en todas partes que ella era la más hermosa de toda la ciudad, aunque todos decían que esta muchacha tenía una singular modestia y pureza. Le seguirán otras siete u ocho de las mejores y más atractivas niñas... Y así muchos son condenados a muerte por haber renunciado a Dios y por participar en aquelarres, contra las cuales nadie más ha hablado una palabra.

Para concluir este miserable asunto, hay hijos de tres y cuatro años, al número de trescientos, que se dice que han tenido relaciones con el Diablo. He visto matar a niños de siete años, prometedores estudiantes de diez, doce, catorce y quince años. De los nobles... Pero no puedo y no debo escribir más de esta miseria. Hay personas del más alto rango que tú conoces, y te maravillarías de oír, no, apenas lo creerías; que se haga justicia...

Post scriptum: Aunque están sucediendo muchas cosas portentosas y terribles, es indudable que, en un lugar llamado Fraw-Rengberg, el Diablo en persona, con ocho mil de sus seguidores, celebró una asamblea y ofició la misa ante todos ellos, administrando a su audiencia (es decir, a las brujas) nabos y mandrágoras en lugar de la Sagrada Eucaristía. Se pronunciaron blasfemias no solo repugnantes, sino horribles y asquerosas, de las que me estremezco por escribir. También es cierto que todos juraron no quedar inscritos en el Libro de la Vida, pero todos acordaron que un notario ―que es bien conocido por mí y mis colegas― registrara cada uno de sus ocho mil nombres. Esperamos también que el libro en el que se hicieron inscribir se encuentre todavía, y se está llevando a cabo no poca búsqueda.

Estos juicios de brujas parecen haber sido un fenómeno que generó una gran histeria en masa; personas de todas las clases sociales fueron arrestadas y acusadas, sin importar su edad, profesión o género, por razones que van desde asesinato y satanismo hasta tararear una canción pagana, o simplemente por ser vagabundos y no poder dar una explicación satisfactoria de por qué pasaban a través de la ciudad. Treinta y dos de ellos parecen haber sido vagabundos, y muchos otros creían que realmente eran brujas que adoraban a Satanás.
Al menos 157 personas se ejecutaron en la ciudad. El número real debe haber sido mucho mayor, ya que Hauber ―que conservó una lista en Acta et Scripta Magica- añade que la lista está lejos de ser completa y que hubo demasiadas otras hogueras como para especificarlas. En el territorio fuera de la ciudad, varios centenares de personas también fueron quemadas, y se estima que el número total fue de unos 900.

## El fin
El 16 de julio de 1631 murió el obispo católico Philip Adolf, y cuando la ciudad fue tomada por el rey Gustavo II Adolfo de Suecia el mismo año, se suspendieron los juicios contra «brujas». Hasta febrero de 1629 se enumeraron 157 personas ejecutadas.
Después de esto, no se documentaron más ejecuciones. Se estima que en la ciudad misma torturaron y ejecutaron a 219 hombres, mujeres y niños, pero 900 en total en las áreas bajo la autoridad del príncipe obispo católico.
El de esta ciudad fue el juicio más grande de brujas en Franconia, aunque los famosos juicios de brujas en Bamberg (entre 1626 y 1630) llegaron a las 300 ejecuciones aproximadamente.

## Secuelas

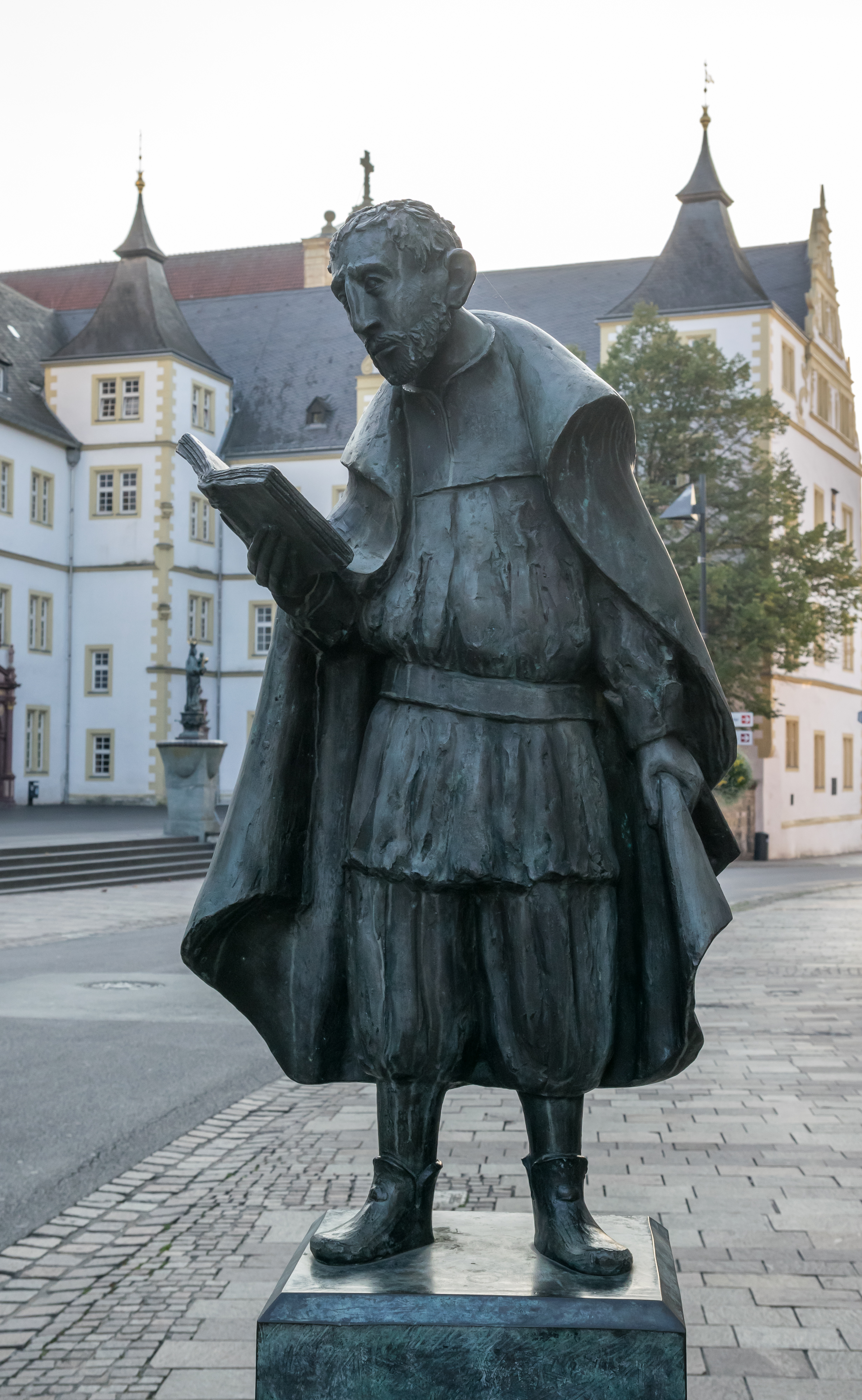
Friedrich Spee

Solo un jesuita, Friedrich Spee (1591-1635), estuvo radicalmente en contra de las persecuciones. El sacerdote se convenció debido a su experiencia como confesor de «brujas» en la gran persecución en Wurzburgo. Esa experiencia le volvió el cabello prematuramente blanco, y lo convenció de que todas las confesiones eran inútiles porque estaban basadas únicamente en la tortura, y que ni una sola persona que había sido llevada a la hoguera había sido culpable de brujería o tratos con el Demonio. Puesto que no podía pronunciar sus pensamientos ―porque, escribió, temía el destino de Tanner― publicó como manuscrito un libro que tenía la intención de circular en manuscrito, de manera anónima. Pero un amigo regaló una copia a mano a la ciudad protestante de Hamelín, donde se imprimió en 1631 bajo el título Cautio Criminalis.

## Los ejecutados
La inmensa mayoría de víctimas no se mencionaron por su nombre. A continuación se presentan algunos nombres para dar un ejemplo de la variedad de personas que fueron torturadas y quemadas vivas:
- «Tres actores»
- «Cuatro posaderos»
- «Tres concejales comunes de Wurzburgo»
- «Catorce vicarios de la catedral»
- «La señora del burgomaestre» [la esposa del alcalde]
- «La esposa y la hija del boticario»
- «Dos monaguillos del coro de la catedral»
- Góbel Bábelin, de diecinueve años, «la muchacha más linda de la ciudad»
- «La esposa, los dos hijos pequeños y la hija del concejal Stolzenberg»
- Baunach, «el burgués [comerciante] más gordo de Wurzburgo»
- Steinacher, «el burgués más rico de Wurzburgo»

La séptima hoguera
- «Un niño vagabundo, de doce años de edad»
- «Cuatro hombres y mujeres extranjeros, hallados durmiendo en el mercado»

La decimotercera y decimocuarta hoguera
- «Una pequeña doncella de nueve años de edad»
- «Una doncella todavía menos [que nueve años]»
- «Su hermana [de esta última niña], su madre y su tía»
- «Una jovencita de veinticuatro años»

La decimoctava hoguera
- «Dos chicos de doce»
- «Una chica de quince»

La decimonovena hoguera
- «El joven heredero de la casa de Rotenhahn, de nueve años»
- «Un niño de diez años»
- «Un niño de doce años».